# Bovolone
Bovolone ist eine italienische Gemeinde (comune) mit 16.166 Einwohnern (Stand 31. Dezember 2023) in der Provinz Verona in Venetien.

## Geographie
Die Gemeinde liegt etwa 22 Kilometer südöstlich von Verona und 19 Kilometer nordwestlich von Legnago. Durch das Gemeindegebiet, das inmitten der veronesischen Tiefebene liegt, fließt der Menago.

## Geschichte
In der Gegend wurden Pfahlbauten nachgewiesen, so dass schon zu frühen Zeiten eine Besiedlung bestanden haben muss. Die Ortschaften gehörten schon früh (813) zu den Besitztümern des Bischofs von Verona.
In den 1930er Jahren entstand bei Bovolone ein Militärflugplatz, der im Zweiten Weltkrieg auch von deutschen Junkers Ju 87 genutzt wurde. 1959 baute man auf dem Gelände eine Flugabwehrraketen-Stellung, deren Reste noch an den Flugplatz erinnern.

## Verkehr
Durch das Gemeindegebiet führt die Strada Statale 434. Ein Bahnhof besteht an der Bahnstrecke zwischen Cerea und Verona.

## Persönlichkeiten
- Maria Pia Mastena (1881–1951), seliggesprochene Gründerin der Schwestern vom heiligen Antlitz
- Aldo Gobbi (1915–1973), katholischer Geistlicher, Weihbischof in Imola
- Rino Passigato (* 1944), römisch-katholischer Geistlicher, Erzbischof, Diplomat des Heiligen Stuhls
- Giuseppe Pasotto (* 1954), katholischer Geistlicher, Apostolischer Administrator von Kaukasien
- Antonio Bigini (* 1980), Filmregisseur und Drehbuchautor
- Davide Gabburo (* 1993), Radrennfahrer